# Фінал Кубка Футбольної ліги 1967
Фінал Кубка Футбольної ліги 1967 — фінальний матч розіграшу Кубка Футбольної ліги 1966—1967, 7-го розіграшу Кубка Футбольної ліги. У матчі, що відбувся 4 березня 1967 року на стадіоні «Вемблі», зіграли «Квінз Парк Рейнджерс» та «Вест-Бромвіч Альбіон». Особливістю фіналу стало те, що клуб із Лондона представляв Третій дивізіон Футбольної ліги Англії.
| Володар Кубка Футбольної ліги 1967 |
| ---------------------------------- |
|                                    |
| «Квінз Парк Рейнджерс» 1-й титул   |

## Шлях до фіналу
| Квінз Парк Рейнджерс | Квінз Парк Рейнджерс                    | Раунд                           | Вест-Бромвіч Альбіон | Вест-Бромвіч Альбіон     |
| -------------------- | --------------------------------------- | ------------------------------- | -------------------- | ------------------------ |
| Суперник             | Результат                               | Кубок Футбольної ліги 1966—1967 | Суперник             | Результат                |
| Колчестер Юнайтед    | 5-0 вдома                               | Перший раунд                    | -                    | -                        |
| Олдершот             | 1-1 на виїзді, 2-0 вдома (перегравання) | 1/32 фіналу                     | Астон Вілла          | 6-1 вдома                |
| Свонсі Сіті          | 2-1 вдома                               | 1/16 фіналу                     | Манчестер Сіті       | 4-2 вдома                |
| Лестер Сіті          | 4-2 вдома                               | 1/8 фіналу                      | Свіндон Таун         | 2-0 на виїзді            |
| Карлайл Юнайтед      | 2-1 вдома                               | 1/4 фіналу                      | Нортгемптон Таун     | 3-1 на виїзді            |
| Бірмінгем Сіті       | 4-1 на виїзді, 3-1 вдома                | 1/2 фіналу                      | Вест Гем Юнайтед     | 4-0 вдома, 2-2 на виїзді |

## Матч

### Деталі
| 4 березня 1967 |

| Квінз Парк Рейнджерс            | 3:2 | Вест-Бромвіч Альбіон |
| ------------------------------- | --- | -------------------- |
| Морган 63' Марш 75' Лазарус 81' |     | К.Кларк 7', 36'      |

| Вемблі, Лондон Глядачів: 97 952 Арбітр: Волтер Кросслі |

|  |  |

|                  |  |                 |  |
|                  |  |                 |  |
| В                |  | Пітер Спрінгетт |  |
| З                |  | Тоні Гезелл     |  |
| З                |  | Джим Ленглі     |  |
| ПЗ               |  | Майк Кін (к)    |  |
| ПЗ               |  | Рон Гант        |  |
| ПЗ               |  | Френк Сіблі     |  |
| Н                |  | Марк Лазарус    |  |
| Н                |  | Кіт Сандерсон   |  |
| Н                |  | Лес Аллен       |  |
| ПЗ               |  | Роджер Морган   |  |
| Н                |  | Родні Марш      |  |
| Головний тренер: |  |                 |  |
| Алек Сток        |  |                 |  |

|                  |  |                  |  |
|                  |  |                  |  |
| В                |  | Дік Шеппард      |  |
| З                |  | Боббі Крам       |  |
| З                |  | Грем Вільямс (к) |  |
| ПЗ               |  | Іан Коллард      |  |
| ПЗ               |  | Денніс Кларк     |  |
| ПЗ               |  | Дуг Фрейзер      |  |
| Н                |  | Тоні Браун       |  |
| Н                |  | Джефф Астл       |  |
| Н                |  | Джон Кає         |  |
| Н                |  | Боббі Хоуп       |  |
| Н                |  | Клайв Кларк      |  |
| Головний тренер: |  |                  |  |
| Джиммі Геган     |  |                  |  |